# 撒巫拉瑞
撒巫拉瑞.巴格達外（排灣語：Saulalui Pakedavai），是台灣排灣族塔拉法查（Tjaravacalj，位於屏東縣三地門鄉，今三地村前身）的頭目，她在達拉發站陷入危機時成為其頭目，以自己的能力和智慧挽救了整個部落，為達拉發站部落現今的頭目家族巴格達外（Pakedavai）家的開創者。

## 身世
撒巫拉瑞並非達拉發站部落土生土長的人，她出生在舊高燕部落（padain，位於今屏東縣瑪家鄉，又稱巴達因社），為其頭目家族卡查依浪家（Kazangizan）的女兒，在成為達拉發站部落頭目前，她已經先跟瑪家村（makazayazaya，位於今屏東縣瑪家鄉，又稱瑪卡查卡部落）的頭目長子給樂給勞（Giljigljilau）結婚並生有巴魯（Palu）和貴（Kui）兩個兒子。

## 生平

### 成為頭目
由於達拉發站部落部落在建立後，飽受鄰近覬覦他們土地的扶粗樂（vuculj）部落、筏灣（paiwan）部落和魯凱族的霧台（wudai）部落威脅、頭目達魯查隆門家（Daluzalun）家族又只會吃喝玩樂，使得部落連番戰敗，好的獵場和魚場都被占走、壯丁剩沒多少、家戶也只剩五戶，長老們開會後認為再這樣下去部落遲早會滅亡，因此決定去舊高燕部落的卡查依浪家尋求合適的人選來當部落頭目，承諾會將部落所有的領土、河川、獵場都獻給新頭目，還事先合力蓋了一間頭目家屋，而舊高燕部落的頭目因此推薦自己的女兒撒巫拉瑞，而撒巫拉瑞也答應了，於是她把大兒子和丈夫都留在瑪家村，帶著二兒子貴和女僕魯日門（Luezeng）前往達拉發站部落，將家屋命名為巴格達外（Pakedavai），正式成為頭目，同行的還有魯發尼耀（Luvaniau）家、蘇給拿利門（Cukinalimen）家、卡拉發樣（Kalavayan）家、達利阿達呢（Dalianie）家、達達克（Dadake）家等她招募來跟自己一起前去重建部落的家族。
另外，原本部落中達魯查隆門家的勢力，則因為頭目失去了公信力而倒向巴格達外家，如瑪發利夫（Mavalif）家因為有人誤殺魯凱族大武村（Dalamakau，又稱達拉瑪告部落）的人遭到追討，過程中代替置之不理的達魯查隆門家處理事情的正是撒巫拉瑞，因此瑪發利夫家轉而支持巴格達外家。

### 政策
成為頭目的撒巫拉瑞，著手開始進行了幾項政策，主要分為兩種：
1.整頓生活習慣：鼓勵並教導族人耕種糧食作物、製作乾糧、建立許多「古包」（kupau，排灣族穀倉）來儲存糧食，並且召集婦女來織布、編織、染布等，讓部落族人豐衣足食、生活轉好。
2.建設禦敵措施：建設如瞭望塔、圍欄等防禦措施，並且叫男人大量製作如長矛、弓箭、佩刀等武器，另外還有妨礙敵人用的煙灰彈（用姑婆芋的葉子包裹煙灰做成的炸彈）。

### 戰爭
當部落的力量恢復的差不多後，撒巫拉瑞便代表部落正式向敵人宣戰，霧台部落和筏灣部落雖然對她的舉動很驚訝，但還是聯合起來進攻達拉發站部落，然而，儘管面對數量遠多於自己的敵軍威脅，達拉發站部落仍在撒巫拉瑞的計策和指揮下數度欺騙並擊退敵人、化解部落的危機，最終雖然筏灣部落集結力量進攻打算決一死戰，也仍在部落祭司施展法術（或說天氣配合）和煙灰彈的配合下落敗，達拉發站部落終於轉危為安，巴格達外家族的名聲也廣為人知。

### 擴大領地
在擊退了敵人後，撒巫拉瑞聲稱自己不滿足現在部落的一切，因此她背著一個小女孩、帶著部落的壯丁往北移動，抵達茂林部落（位於今高雄市茂林區）的頭目家族Lasalian家門前（一說為達利樣呢家Daliyani），要求雙方以「自己抵達的地方為界」，Lasalian家族的人折服於巴格達外家族的名聲，主動邀請她進家屋招待她、和她結為友好關係，還送她名為古拉力（kulali）的陶壺作為雙方友好的證明；後來撒巫拉瑞又往南走，直達佳平部落（kapiyan，位於今泰武鄉）的頭目家屋日俄路樂（Rielulje）前，宣布雙方的勢力界線以她抵達的位置為準，達拉發站部落的勢力在她的領導下大為擴張。

### 身後
撒巫拉瑞去世後，由巴格達外家的扶桑門（vusam，長子或當家者之意）貴繼任頭目，一直傳承至今，2011年的巴格達外家族頭目為第十二代的巴蘇浪（Pasulang，漢名包守正）；而其家屋雖然到了近代時已經有相當程度的破損，並且因為屋外的牆上長滿植物而被戲稱為「綠石屋」，但在以勞楚（Ljaucu，漢名包智緯）為首的第十一代子嗣努力之下重建，還曾作為因八八水災失去家園的拉瓦爾亞族族人舉辦傳統婚禮時的場地。

## 其他

### 紀念
在排灣族的文化中，有一種稱為「巴魯達發克」（paluvake）的歌曲，那是貴族擁有相當程度的功績時才被允許擁有的家族歌，其中巴格達外家的家族歌從撒巫拉瑞時便開始傳唱至今，也是北排灣群唯二有家族歌的其中一個，其內容主要為歌頌撒巫拉瑞拯救部落的功績。

### 軼事
據說撒巫拉瑞在家屋前種了一顆榕樹，那棵榕樹擁有神秘的力量，每到風調雨順的一年，樹枝上往東邊的葉子發芽後會長出許多卡利帕（kalipa，貝殼飾品）、往西的葉子則對長成許多肝臟和心臟，撒巫拉瑞便會派人爬上樹取那些東西下來，將卡利帕分給勇士和獵人、肝臟和心臟則烤熟請長老吃，而她的女兒摩利摩利旦（muljimuljidan）特別喜歡爬到樹上玩，有一次她爬到樹上將葉子捲起來吹，竟然吹出了美妙的音樂，而樹上的果實還全變成了漂亮的琉璃珠，成為族人重要的飾品（一說是在樹下盪鞦韆並唱歌），摩利摩利旦的名字也成為他們對琉璃珠的稱呼；另外還有只要將生病的族人搬到樹下並由巫師拿其枝葉拍打，病痛就會消失、或是年輕人結婚時將其樹葉鋪在地上並攜手走過，他們的愛情就能長久、家庭幸福並且子孫繁榮的傳說。

### 研究
在排灣族的社會中，部落舊頭目家族移轉權力給新頭目家族的情況並不多見，學者認為這代表排灣族的貴族階級雖然在傳統上有崇高的地位，仍必須實踐與其身分相同的社會責任作為其統治權能和正當性的基礎。